# 江西科学技术出版社
江西科学技术出版社是中华人民共和国江西省的一家专业出版社。1985年在南昌市成立。以出版农业类、医卫类、建筑类书籍为主。

## 历史沿革
1985年2月15日，经国家出版局批准，在原江西人民出版社科技编辑部的基础上，成立江西科学技术出版社。副社长黄奔主持工作。社址位于南昌市新魏路5号。内设理工编辑室、农业编辑室、医药卫生编辑室、综合编辑室及总编办公室、社办公室、出版发行科等。该社办社原则是：以普及基础知识和介绍应用技术为主，兼顾提高性读物，以农村读物为重点，突出江西地方特色，有选择地出版国内外有学术价值的专著及科技工具书。
2009年11月，改制为一人有限责任公司，全称江西科学技术出版社有限责任公司。

## 出版期刊
| 期刊名称       | 国际标准刊号   |
| -------------- | -------------- |
| 《农村百事通》 | ISSN 1006-9119 |
| 《家庭百事通》 | ISSN 1008-7532 |
| 《知识窗》     | ISSN 1006-2432 |